# Суходолие
Суходолие или суха долина е суха или с временен водоток долина. Дъното на сухата долина е полегато и удължено с коритообразна форма, много често без морфоложки изразено речно корито, като на повечето места склоновете са изпъкнали, плавно преминаващи във вододелното пространство. Дължината варира от няколкостотин m до 20 – 30 и повече km, дълбочината от няколко m до няколко десетки m, а ширината на места до стотина m. Склоновете на долината са затревени или зачимени, често покрити с храсти или малки горички, при премахването на които сухата долина бързо се превръща в огнище на ускорена ерозия. Много често началният стадий на сухата долина е овраг или ровина, които постепенно се разширяват и вдълбават, но могат да възникнат и без този етап. Сухите долини са много характерни за възвишенията и равнините в лесостепните и степните области. В Североизточна България и Добруджа най-характерни са сухите долини на временните реки Суха река, Хърсовска река, Канагьол, Сенковец и др.